# Conus gloriakiiensis
Espèce
Conus gloriakiiensis est une espèce de mollusques gastéropodes marins de la famille des Conidae.
Comme toutes les espèces du genre Conus, ces escargots sont prédateurs et venimeux. Ils sont capables de « piquer » les humains et doivent donc être manipulés avec précaution, voire pas du tout.

## Description
La taille d'une coquille adulte varie entre 38 mm et 65,8 mm.

## Distribution
Cette espèce est présente dans l'océan Pacifique, du Japon aux Philippines.

## Taxonomie

### Publication originale
L'espèce Conus gloriakiiensis a été décrite pour la première fois en 1961 par les malacologistes japonais Tokubei Kuroda (1886-1987) et Kōdō Itō (d) (1905-1961).

### Synonymes
- Conus (Rhizoconus) gloriakiiensis Kuroda & Ko. Itô, 1961 · non accepté
- Conus (Splinoconus) gloriakiiensis Kuroda & Itô, 1961 · appellation alternative
- Kioconus gloriakiiensis (Kuroda & Itô, 1961) · non accepté

## Identifiants taxonomiques
- Ressources relatives au vivant :   - Global Biodiversity Information Facility
  - Interim Register of Marine and Nonmarine Genera
  - World Register of Marine Species

Chaque taxon catalogué par les bases de données biologiques et taxonomiques possède un identifiant qui permet d'établir un point de référence. Les identifiants de Conus gloriakiiensis dans les principales bases sont les suivants :
CoL : XXGZ - GBIF : 6511062 - IRMNG : 11705841 - WoRMS : 429008